# Saint-André-sur-Orne
Saint-André-sur-Orne (bis 1911: Saint-André-de-Fontenay) ist eine französische Gemeinde mit 1.727 Einwohnern (Stand: 1. Januar 2022) im Département Calvados in der Region Normandie. Die Gemeinde gehört zum Arrondissement Caen und zum Kanton Caen-5.

## Geografie
Saint-André-sur-Orne liegt etwa sieben Kilometer südlich von Caen an der Orne, die die westliche Gemeindegrenze bildet. Umgeben wird Saint-André-sur-Orne von den Nachbargemeinden Fleury-sur-Orne im Norden, Saint-Martin-de-May im Osten und Süden, Feuguerolles-Bully im Westen und Südwesten sowie Maltot und Louvigny im Nordwesten.

## Bevölkerungsentwicklung
| Jahr      | 1962 | 1968 | 1975 | 1982 | 1990 | 1999 | 2006 | 2012 | 2019 |
| Einwohner | 905  | 1044 | 1156 | 1242 | 1310 | 1606 | 1857 | 1827 | 1822 |

Quelle: INSEE

## Sehenswürdigkeiten
- Kirche Saint-André mit Chor aus dem 13. Jahrhundert, seit 1937 Monument historique
- Kapelle Saint-Orthaire aus dem 12./13. Jahrhundert, seit 1927 Monument historique
- Altes Kloster Saint-Étienne de Fontenay, Konventsgebäude aus dem 13. Jahrhundert, seit 1943/1945 Monument historique
- Schloss Le Val des Moulins aus dem 18. Jahrhundert

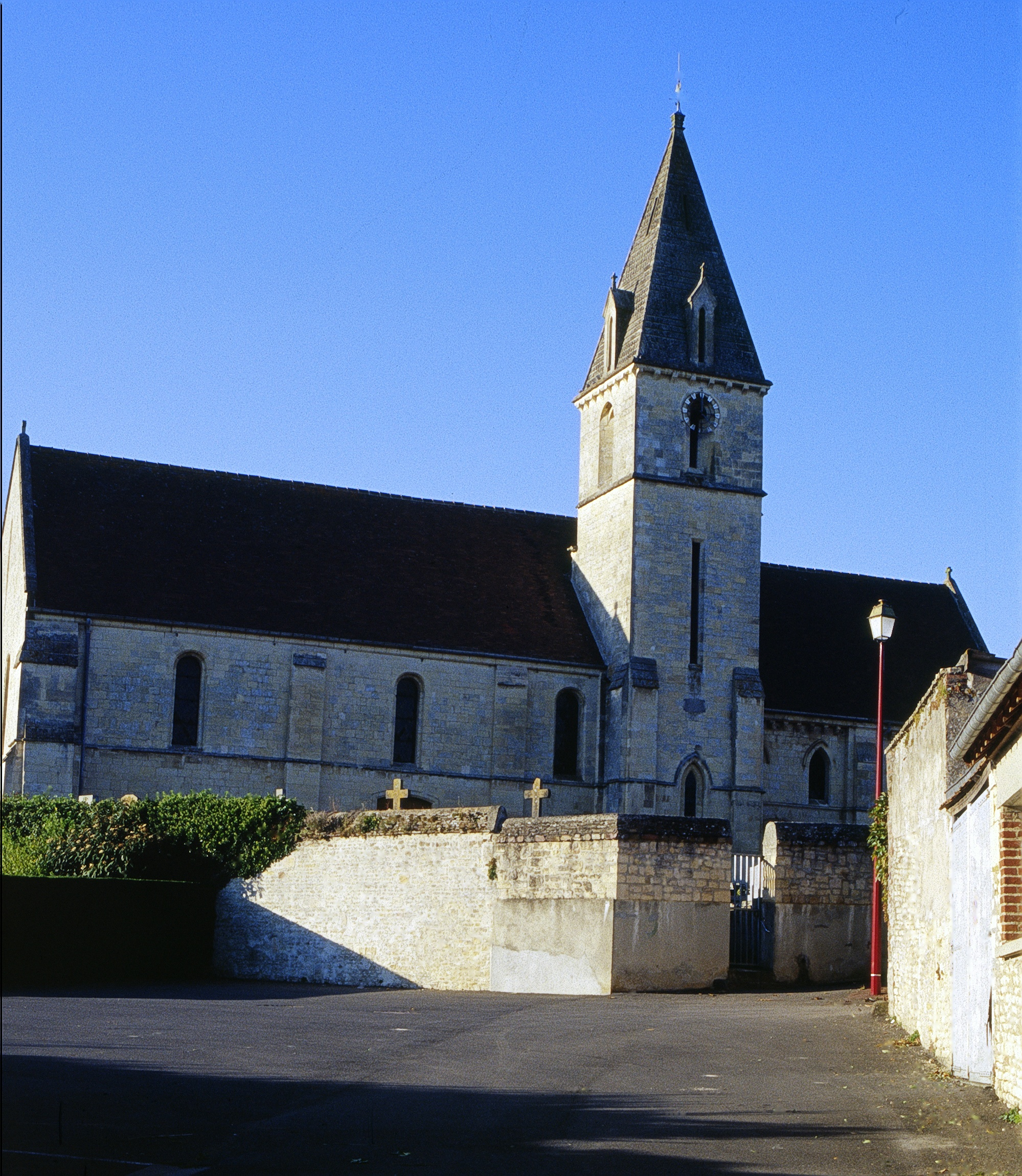
Kirche Saint-André
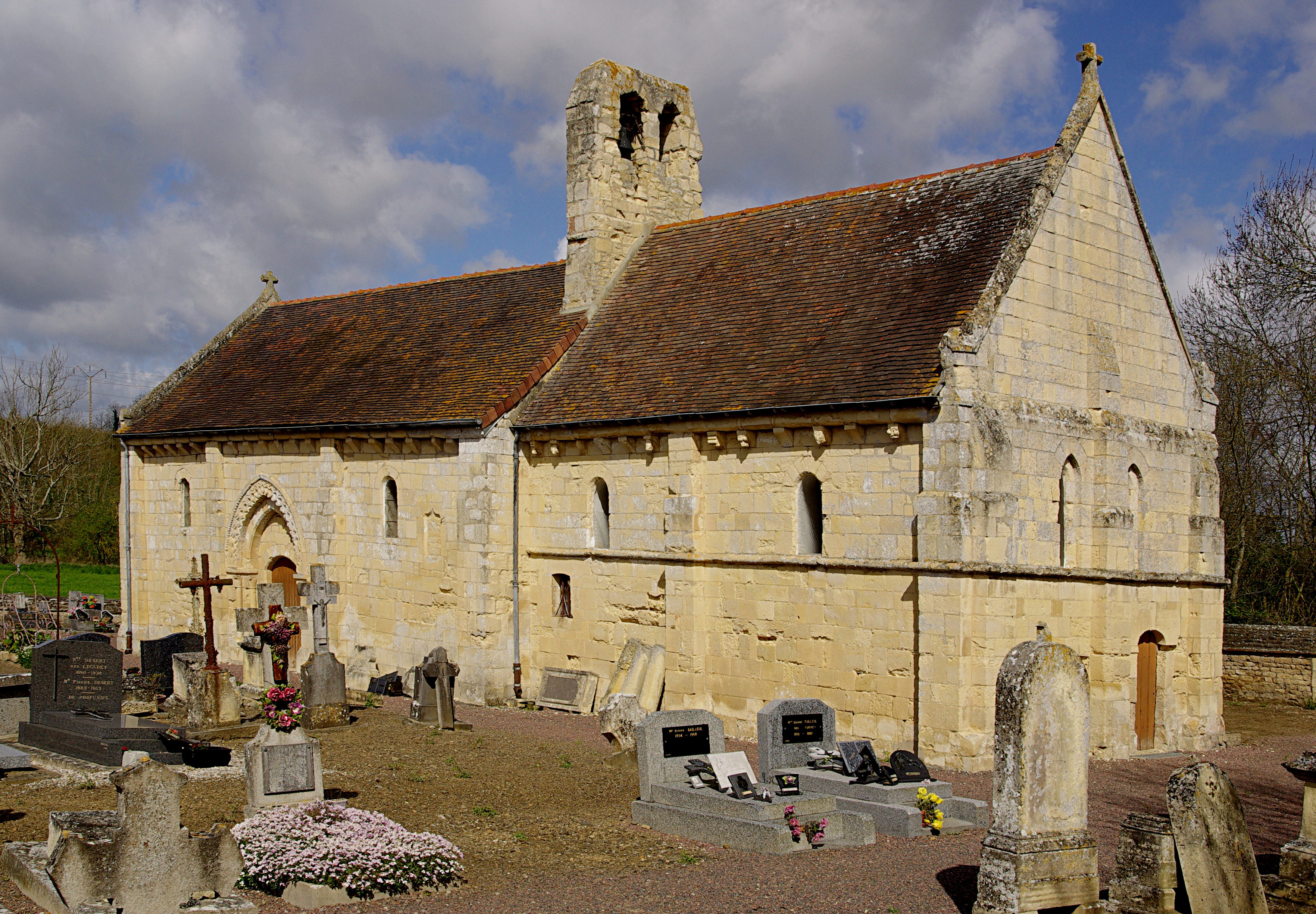
Kapelle Saint-Orthaire
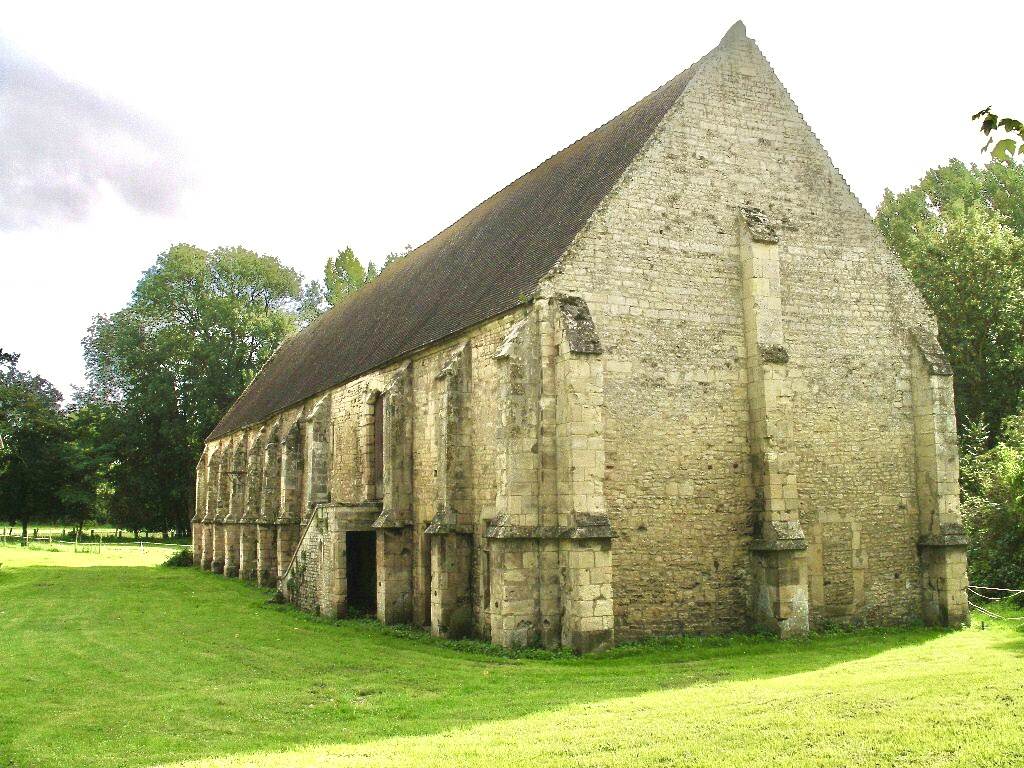
Konventsgebäude des Klosters Saint-Étienne de Fontenay

## Gemeindepartnerschaft
Mit der deutschen Gemeinde Stockstadt am Main in Unterfranken (Bayern) besteht seit 1993 eine Partnerschaft.